# Жак Араго
Жак-Етьєнн-Віктор Араго (фр. Jacques Étienne Victor Arago; 10 березня 1790 — 21 січня 1855) — французький письменник і мандрівник. Учасник Липневої революції 1830. Брав участь у подорожі на кораблі «Уранія» (1817—1820).
Тарас Шевченко був обізнаний з твором Араго «Подорож навколо світу» (т. 1-2. СПБ, 1844—1845) і згадував про нього в повісті «Художник».